# Stephen McNallen
Stephen McNallen (Breckenridge, 15 ottobre 1948) è un esoterista statunitense. 
Influente membro del neopaganesimo germanico e scrittore, negli anni '70 svolse un ruolo decisivo nella formazione dell'Odinismo.

## Vita
La carriera universitaria di MacNallen si svolse nella Midwestern University in Wichita Falls, Texas dove ricevette una laurea in scienze politiche ottenendo un incarico come secondo tenente nel United States Army e successivamente insignito della carica di Airborne Ranger . Nell'ultima parte del suo incarico risiedette stabilmente in Germania almeno fino al 1976. Dopo l'incarico militare partirà per le dune del Sahara in una stimolante avventura giornalistica. In questa veste visiterà l'India del Nord, la Birmania, l'Africa e la Bosnia registrando in forma cronistica le varie guerre che colpirono queste zone fino agli anni '90. Tra le tante riviste che pubblicarono i suoi articoli è da ricordare la nota Soldier of Fortune Magazine. Successivamente lavorò per sei anni come insegnante di scienze e matematica in una scuola media del Nevada, tra il 1987 e il 1996 ritornò sotto le armi nella California Army National Guard. Attualmente risiede a Nevada City, California, Stati Uniti d'America.

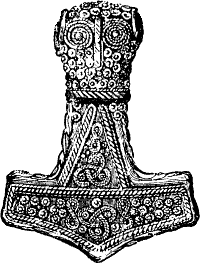
Mjöllnir, il Martello di Thor, uno dei maggiori simboli dell’Ásatrú.

## Asatru
MacNallen è stato uno dei più grandi sostenitori moderni della ricostruzione del paganismo germanico. Similmente a Sveinbjörn Beinteinsson fondatore dell'Íslenska Ásatrúarfélagið, Else Christensen dell'Odinist Fellowship e Stubba dell'Odinismo, MacNallen fondò un gruppo Proto-Asatru chiamato la Fratellanza dei Vichinghi (Viking Brotherhood) iniziando la pubblicazione di un periodico noto come Runestone (Pietra Runica). Col passar del tempo la Fratellanza dei Vichinghi si evolse in Asatru Free Assembly (Assemblea Libera degli Asatru).
Dopo alcuni anni di silenzio e ricostruzioni, MacNallen tornò dirigendo l'Asatru Folk Assembly o AFA (Assemblea del Folk Asatru).

## Kennewick Man
Il 24 ottobre 1996 MacNallen e l'AFA tentarono di fermare l'esercito americano che secondo una legge emanata nel '90 dal NAGPRA, doveva prelevare alcuni resti archeologici ritenuti appartenenti al periodo dei Nativi Americani perciò facente parte del corredo storico del nuovo mondo. Furono effettuati svariati testi genetici sui resti, i giornali si schierarono con MacNallen e altri archeologi convinti dell'inesattezza delle pretese americane lanciarono aspre critiche. Dopo una lunga battaglia legale, il giudice stabilì che i resti non erano di “nativi americani” in accordo alle disposizioni del NAGPRA. Attualmente questi preziosi reperti sono conservati nel Burke Museum di Seattle. Questa campagna contro il NAGPRA permise a MacNallen di essere conosciuto da tutto l'entourage neopagano divenendo il maggiore sostenitore e rappresentante dell'Odinismo.